# Обком (інтернет-видання)
«Обко́м» — інтернет-ЗМІ в Україні російською мовою. Основна тематика — політика, соціальні проблеми, економіка. На сайті є колонка новин з постійним оновленням та колонка аналітичних статей, архів публікацій з 2003 року, голосування. Оновлюється цілодобово і без вихідних. Інтернет-виданню властивий неповторний іронічний стиль подачі новинної інформації та помітні заголовки, що будуються на каламбурах, обіграванні співзвуч, жартівливій грі слів та парадоксальних висновках.

## Історія
Видання засноване у вересні 2001 року. У лютому 2002 року під надуманим приводом видання було розгромлене податковою міліцією. Змінивши адресу (замість obkom.net на obkom.net.ua), сайт був «реанімований» наприкінці 2002 року.
5 вересня 2012 року призупинив випуск з невідомих причин. 12 жовтня роботу сайту було відновлено, але причини призупинення так і не було названо.